# Everybody Hurts
Everybody Hurts è un singolo del gruppo musicale statunitense R.E.M., pubblicato il 15 aprile 1993 come quarto estratto dall'ottavo album in studio Automatic for the People.

## Descrizione
Il brano, scritto da Bill Berry ma solitamente accreditato a tutto il gruppo, è divenuto nel corso degli anni una delle canzoni più apprezzate del gruppo: i messaggi trattati sono riassumibili nel trasmettere coraggio a chi si sente deluso dalla vita o anche desidera porre fine alla vita stessa, attraverso l'ausilio delle persone care e degli amici. È diventata una sorta di inno contro il suicidio o più semplicemente alla solidarietà, in virtù della frase "hold on" ("resisti!"), reiterata nel finale, dove, a un riff di chitarre arpeggiate, si sovrappone un tappeto d'archi in crescendo dall'intenso lirismo.
Il titolo si presenta di non facile traduzione nell'uso della lingua italiana: il verbo "to hurt" può essere inteso sia come arrecare del male, sia come sentire dolore, pertanto andrebbe bene sia "tutti fanno male" oppure "tutti provano dolore", cioè che il dolore è nella natura umana e si può dare ma anche ricevere e, di conseguenza, non bisogna lasciarsi andare alle sofferenze della vita ma per questo combatterle. L'arrangiamento musicale è stato scritto dal bassista dei Led Zeppelin John Paul Jones.

## Video musicale
Il videoclip, diretto da Jake Scott e vincitore di numerosi premi tra cui quello del video "più commovente", è stato girato a San Antonio in Texas. La scena è dominata da uno svincolo autostradale congestionato da un ingorgo. Da un cavalcavia, Stipe dissemina le pagine di un libro. Scorrono quindi i volti muti delle persone che occupano le numerose autovetture: alcuni sottotitoli ne mostrano i pensieri reconditi, alternandosi alle parole del testo e a frasi della Bibbia. Tutti i viaggiatori sono accomunati da stati d'animo di segno negativo: tale espediente narrativo è presente nel film Il cielo sopra Berlino di Wim Wenders. Con il sopraggiungere del finale, quando Stipe intona "hold on", si vedono tutti i viaggiatori che scendono con calma dalle loro automobili e si incamminano, senza una meta apparente, con passo lento ma deciso, per poi sparire senza lasciare traccia.
A canzone ultimata, il video propone un notiziario televisivo dove, in un tono più che realistico, una voce racconta di questo insolito esodo, mostrando le immagini della colonna di macchine disabitate, senza lesinare lo sbigottimento per quanto accaduto.

## Tracce
US 7" and CD Single
1. Everybody Hurts – 5:20
2. Mandolin Strum – 3:26

"Collector's Edition" CD 1 (UK)
1. Everybody Hurts (edit) – 4:57
2. New Orleans Instrumental No. 1 (Long Version) – 3:29
3. Mandolin Strum – 3:26

"Collector's Edition" CD 2 (UK)
1. Everybody Hurts (edit) – 4:57
2. Chance (Dub) – 2:36
3. Dark Globe – 1:51 (Syd Barrett)

DE CD Single
1. Everybody Hurts (edit) – 4:57
2. Mandolin Strum – 3:26
3. Chance (Dub) – 2:36
4. Dark Globe – 1:51 (Syd Barrett)

US 12" and CD Maxi-Single 1
1. Everybody Hurts (edit) – 4:57
2. Mandolin Strum – 3:26
3. Belong (live) (Performed on Mountain Stage; 28 aprile 1991) – 4:32
4. Orange Crush (live) (Recorded at the Fox Theater, Atlanta, Georgia; 13 novembre 1989) – 4:00

US 12" and CD Maxi-Single 2
1. Everybody Hurts (edit) – 4:57
2. Star Me Kitten (demo) – 3:05
3. Losing My Religion (live) – 4:55
4. Organ Song – 3:25

UK Cassette Single
1. Everybody Hurts – 5:20
2. Pop Song 89 – 3:03

UK and DE 7" Single
1. Everybody Hurts (edit) – 4:46
2. Pop Song 89 – 3:03

## Classifiche
| Classifica (1993)         | Posizione massima |
| ------------------------- | ----------------- |
| Australia                 | 6                 |
| Belgio (Fiandre)          | 31                |
| Canada                    | 8                 |
| Francia                   | 3                 |
| Germania                  | 83                |
| Irlanda                   | 6                 |
| Nuova Zelanda             | 12                |
| Paesi Bassi               | 4                 |
| Regno Unito               | 7                 |
| Stati Uniti               | 29                |
| Stati Uniti (alternative) | 21                |
| Stati Uniti (pop)         | 13                |

## Cover
Di seguito un elenco di artisti che hanno eseguito una cover del brano:
- Paul Anka
- Feeder
- The Corrs
- Alex Parks
- Paul Potts, in italiano con il titolo Ognuno soffre.
- Patti Smith
- DJ Sammy
- Tina Arena
- David Hobson
- Annie Lennox, in duetto con Alicia Keys
- Roy Young
- Joe Cocker
- Bonnie Tyler
- MC Rai (Versione del film "Il Dittatore")

## Singolo benefico per Haiti
Allo scopo di raccogliere fondi per le popolazioni colpite dal terremoto di Haiti del 2010, il primo ministro inglese Gordon Brown ha chiesto a Simon Cowell di organizzare un singolo di beneficenza. La scelta di Cowell è ricaduta sulla canzone Everybody Hurts, Brown ha eliminato l'IVA sul singolo e i R.E.M. hanno rinunciato a tutti i diritti.
La canzone è stata eseguita da 21 artisti: Leona Lewis, Rod Stewart, Mariah Carey, Cheryl Cole, Mika, Michael Bublé, Joe McElderry, Miley Cyrus, James Blunt, Gary Barlow e Mark Owen dei Take That, Jon Bon Jovi, James Morrison, Alexandra Burke, Susan Boyle, Aston Merrygold e Marvin Humes dei JLS, Shane Filan e Mark Feehily dei Westlife, Kylie Minogue e Robbie Williams.
L'anteprima della canzone nelle radio britanniche è avvenuta il 2 febbraio 2010. Il singolo è stato pubblicato digitalmente a partire dal 7 febbraio e su supporto fisico a partire dal giorno successivo. I proventi del singolo saranno suddivisi tra il fondo Helping Haiti del The Sun e Disasters Emergency Committee.

### Classifiche
| Classifica (2010) | Posizione massima |
| ----------------- | ----------------- |
| Australia         | 28                |
| Austria           | 23                |
| Belgio (Fiandre)  | 51                |
| Germania          | 16                |
| Irlanda           | 1                 |
| Italia            | 14                |
| Nuova Zelanda     | 17                |
| Regno Unito       | 1                 |
| Spagna            | 37                |
| Svezia            | 21                |
| Svizzera          | 16                |